# Aeropuerto de Mama
El Aeropuerto de Mama (del ruso: Аэропорт Мама) (IATA: , ICAO: UIKM) es un aeropuerto ubicado 1 km al noroeste de Mama, cerca del Río Vitim, en el óblast de Irkutsk, Rusia. 
El espacio aéreo está controlado desde el FIR de Kirensk (ICAO: UIKK).

## Pista
Cuenta con una pista de hormigón en dirección 15/33 de 1.662 x 45 m (5.453 x 148 pies).